# Jan Darnowski (oficer)
Jan Darnowski (ur. 16 stycznia 1879 w Gogolinku, zm. 9 listopada 1920 w Warszawie) – żołnierz armii niemieckiej, powstaniec wielkopolski, oficer Wojska Polskiego w II Rzeczypospolitej, kawaler Orderu Virtuti Militari, pośmiertnie awansowany na stopień kapitana.

## Życiorys
Urodził się w Gogolinku, w rodzinie Jana i Anny z Talaskich. Absolwent seminarium nauczycielskiego. W 1914 wcielony do armii niemieckiej. W jej szeregach walczył na frontach I wojny światowej. W 1918 wstąpił do oddziałów powstańczych i walczył na północnym odcinku frontu wielkopolskiego. Na czele kompanii, a potem II batalionu 4 pułku Strzelców Wielkopolskich wziął udział w wojnie polsko-bolszewickiej. 14 września 1920 w trakcie akcji pułku na tyły 170 BP bolszewickiej, baony niespodziewanie natknęły się na silny opór nieprzyjaciela. Brawurowe natarcie baonu por. Darnowskiego po pięciogodzinnej walce przyniosło rozbicie oddziałów 165 BP bolszewickiej, która straciła ok. 600 zabitych i 300 rannych. W boju Darnowski odniósł śmiertelną ranę i zmarł w szpitalu w Warszawie. Za czyn ten pośmiertnie odznaczony został Krzyżem Srebrnym Orderu „Virtuti Militari”. Pochowany został na cmentarzu w Byszewie. Pośmiertnie awansowany na stopień kapitana.
Żonaty z Teofilą Sierakowską. Miał dzieci: Alfonsa, Irenę, Marię, Bernarda, Renatę i Bolesława.

## Ordery i odznaczenia
- Krzyż Srebrny Orderu Virtuti Militari nr 1742[4][2][5]